# 林溪清
林 溪清（はやし けいしん）は、日本のジャーナリスト・ラジオパーソナリティ。
コピーライターを経て執筆活動を始める。

## 概要
2009年からは江東区のコミュニティFM局であるレインボータウンFMの「大江戸ワイドSuper Saturday」のパーソナリティとして「けいしんの江戸まち散歩」に出演。こよなく江戸の「いき」を愛する、自称後発性江戸っ子として下町文化を発信し続けている。
2011年8月よりNPO法人「江戸まち通信」の代表として活動を開始。
江東区亀戸に「江戸まち茶屋」を開き、地域振興、地元商店街振興に取り組んでいる。
モータージャーナリストとしても活動し、F1、自動車に造詣が深い。

## 著書
- 『F1の秘密』（PHP）
- 『究極のスピード インディカー』（清流出版）
- 新盤『F1の秘密』（PHP）
- ナンバー2の美学 -二階俊博の本心(ブックマン社)

| スタブアイコン | サブスタブ | この項目は、まだ閲覧者の調べものの参照としては役立たない、文人（小説家・詩人・歌人・俳人・作詞家・作家・放送作家・随筆家（コラムニスト）・文芸評論家）に関連した書きかけの項目です。この項目を加筆・訂正などしてくださる協力者を求めています（P:文学/PJ:作家）。 |